# 中島知子と鈴木おさむ エンタな日曜日
DOCOMO SUNDAY SPECIAL 中島知子と鈴木おさむ エンタな日曜日（なかじまともことすずきおさむ エンタなにちようび）は、ニッポン放送で放送されていたラジオ番組。2007年4月1日放送開始、2008年12月28日終了。

## 放送概要
- 毎週日曜日の昼下がり（13:00 - 14:30）に送る、よんぱち 48hours 〜WEEKEND MEISTER〜的でよんぱち 48hours 〜WEEKEND MEISTER〜とはちょっと違う、ラジオならではのラジオでしかできない生放送情報番組。パーソナリティはオセロの中島知子と放送作家の鈴木おさむ。
- ラジオショッピングがあった（放送時間は突発的）。
- THE 放送サッカーズで募集した鈴木おさむの弟子がノーギャラ作家福田卓也（1988年 - 、滋賀県出身）として雇われていた。

### タイムテーブル
通常時
- 13:00 オープニング
- 13:15 今週のおやっ!?（担当：増山さやかアナウンサー）
- 13:30 ニッポン放送交通情報
- 13:45 ニッポン放送ニュース（担当：増山さやかアナウンサー）
- 13:50 ニッポン放送交通情報
- 14:25 独占!メジャーリーグTODAY（提供：ポニーキャニオン,アコム、担当：増山さやかアナウンサー）
- 14:28 エンディング

スペシャルWEEK時（4、6、8、10、12、2月）
- 13:00 オープニング
- 13:15 今週のおやっ!?
- 13:30 ニッポン放送交通情報
- 13:45 ニッポン放送ニュース
- 13:50 ニッポン放送交通情報
- 13:53 独占!メジャーリーグTODAY
- 14:23 スポーツショウアップ
- 14:53 エンディング